# Pedaria tenebrosa
Pedaria tenebrosa är en skalbaggsart som beskrevs av Vladimir Balthasar 1937. Pedaria tenebrosa ingår i släktet Pedaria och familjen bladhorningar. Inga underarter finns listade i Catalogue of Life.